# Charles Mordaunt (3. hrabia Peterborough)
Charles Mordaunt (ur. 1658, zm. 25 października 1735 w Lizbomie) – brytyjski arystokrata i dowódca wojskowy, Kawaler Orderu Podwiązki, radca stanu.
Jego ojcem był John Mordaunt, 1. wicehrabia Mordaunt, matką Elizabeth Carey. Ojciec Charlesa zmarł 5 czerwca 1675. Syn odziedziczył parostwo po nim, jako wicehrabia Mordaunt.

## 1675–1701
W 1675 brał udział jako oficer floty w ekspedycji do Tangeru. W roku 1678 Charles poślubił Carey Fraser, z którą mieli troje dzieci:
- Lady Henrietta Mordaunt (zm. 1760), której mężem został potem Alexander Gordon, 2. książę Gordon.
- John Mordaunt, wicehrabia Mordaunt (ok. 1681–1710)
- kapitan Henry Mordaunt (zm. 1710)

Po powrocie z drugiej ekspedycji do Tangieru zaangażował się w życie polityczne po stronie Wigów przeciw następcy tronu Jakubowi. Gdy Jakub zasiadł na tronie (w 1685 roku), Mordaunt wyjechał do Holandii (1686), gdzie zaproponował Wilhelmowi Orańskiemu podjęcie inwazji na Anglię. Mordaunt był zbyt gwałtowny. Wilhelm jednak utrzymał go w swej służbie. Kiedy w końcu Wilhelm wyruszył do Torbay, Lord Mordaunt towarzyszył mu. Po przejęciu władzy przez Wilhelma w 1688/89 Lord Mordaunt został zaprzysiężony do Rady państwowej (privy council) 14 lutego 1689. 8 kwietnia został Lordem skarbnikiem (first lord of the treasury), a dzień potem hrabią (earl) Monmouth.
W niecały rok Mordaunt przestał być skarbnikiem, lecz pozostał człowiekiem Wilhelma. W styczniu 1697 roku został (najprawdopodobniej niesłusznie) oskarżony o udział w spisku Johna Fenwicka i o obraźliwe słowa przeciw Wilhelmowi III. Zamknięto go Tower of London, gdzie przebywał do 30 marca 1697. Pozbawiono go funkcji, lecz po wyjściu na pocieszenie mianowano go 2. hrabią Peterborough, gdy zmarł jego wuj Henry Mordaunt, 2. hrabia Peterborough.

## 1702–1710
Gdy królowa Anna Stuart przejęła władzę w 1702 roku. Mordaunt powrócił do służby dworskiej. Poprowadził w 1705 roku brytyjskie oddziały do Hiszpanii. W kwietniu 1705 został dowódcą wszystkich sił lądowych i współdowódcą (joint-commander) sił morskich (wspólnie z Sir Cloudesley Shovellem (od 1 maja). Do Lizbony dotarł 20 czerwca 1705 roku, pożeglował do Barcelony (VIII 1705). Oblegał to miasto, początkowo bez powodzenia. Chciał wysłać flotę do Włoch, lecz austriacki Arcyksiążę Karol zdobył wreszcie miasto 14 października. 24 stycznia 1706 Mordaunt wkroczył do Walencji, lecz Barcelona pozostawała osłabiona, co wykorzystali Francuzi, pod dowództwem marszałka Tessé. Arcyksiążę i Austriacy musieliby poddać Barcelonę, lecz flota Sir John Leake'a przybyła 8 maja. Francuzi zaatakowali Barcelonę 11 maja.
W Hiszpanii pomagał mu dyplomata George Delaval.
Lord Peterborough nie znosił Arcyksięcia i często czynił mu na złość. Gdy Karol zaproponował by Lord Galway wziął wszystkie oddziały i pomaszerował na Madryt, Peterborough sprzeciwiał się, a potem przybył do Galwaya z opóźnieniem.
Lord Peterborough został odwołany do Anglii w marcu 1707 by wyjaśnił swe działania. Torysi poparli go, a Wigowie (promujący ks. Marlborough) zwalczali. Peterborough, Galway i Tyrawley, wykłócali się w Izbie Gmin, która w końcu poparła Peterborough.

## 1711–1735
W latach 1711–1713 był ambasadorem przy wiedeńskim dworze, a w sierpniu 1713 kawalerem Orderu Podwiązki. Wpływy Lord Peterborough skończyły się, gdy w 1714 roku na tronie zasiadł Jerzy I Hanowerski. Peterborough zmarł całkowicie wypalony w Lizbonie 25 października 1735.
Lord Peterborough był niskim i krępym, niezwykle energicznym człowiekiem. Jonathan Swift wykorzystywał fragmenty jego pamiętników w konstruowaniu motywów Podróży Guliwera.